# Stazione di Mortara
Stazione di Mortara vasútállomás Olaszországban, Lombardia régióban, Mortara településen.

## Vasútvonalak
Az állomást az alábbi vasútvonalak érintik:
- Novara–Alessandria-vasútvonal
- Vercelli–Pavia-vasútvonal
- Mortara–Milánó-vasútvonal
- Castagnole-Asti-Mortara-vasútvonal

## Kapcsolódó állomások
A vasútállomáshoz az alábbi állomások vannak a legközelebb:
- Stazione di Albonese (Novara–Alessandria-vasútvonal)
- Stazione di Olevano (Novara–Alessandria-vasútvonal)
- Stazione di Nicorvo (Vercelli–Pavia-vasútvonal)
- Stazione di Gambolò-Remondò (Vercelli–Pavia-vasútvonal)
- Stazione di Castel d'Agogna (Castagnole-Asti-Mortara-vasútvonal)
- Stazione di Parona Lomellina (Mortara–Milánó-vasútvonal)